# Ladispoli
Ladispoli – miejscowość i gmina we Włoszech, w regionie Lacjum, w prowincji Rzym.
Według danych na rok 2004 gminę zamieszkiwały 27 234 osoby, 1 089,4 os./km².

## Miasta partnerskie
- Benicarló
- Heusenstamm
- Saint-Savin
- Łeba